# 日本テレビ郵便爆弾事件
日本テレビ郵便爆弾事件（にほんテレビゆうびんばくだんじけん）は、1994年（平成6年）12月、東京の日本テレビ放送網本社に郵送されたパイプ爆弾が爆発し、2名が重軽傷を負った事件である。

## 事件概要
※年齢及び肩書きは当時のもの
1994年12月21日水曜日午後5時45分頃、東京都千代田区二番町の日本テレビ放送網本社西本館（後の日テレ麹町ビル西館）6階にある編成局特別制作部製作センターで、女優の安達祐実（当時13歳）宛に送られてきた封筒が爆発。封筒を手で破って開封した安達の所属事務所サンミュージックブレーン社員（31歳男性）が左手親指を失う重傷、日本テレビ関連会社「映放」（現・日本テレビ人材センター）社員（30歳女性）が軽傷を負った。近くに居合わせた安達のマネージャー（35歳男性）も一時音が聞こえなくなる被害を受けた。なお、当時安達本人は隣接する北本館のスタジオで年末年始番組の収録を行っており、怪我はなかった。
日本テレビ宛の郵便物はいったん館内の集配所で区分けされた後に各部署に配布されることになっており、爆発が起きたのはたまたま居合わせた安達の所属事務所社員に映放社員が「重いので気を付けて」と注意の言葉を掛けて手渡した直後のことであった。
警視庁刑事部捜査第一課・麹町警察署は傷害および爆発物取締罰則違反、郵便法違反の容疑で捜査を進めていたが、被疑者の検挙には至ることなく2009年12月21日をもって時効が成立した（当時の公訴時効は15年）。

## 送付された郵便物
縦25cm・横9cmの市販の白色封筒で、宛先は「東京都千代田区二番町14 日本テレビ放送網アナウンス部 安達祐実様」、差出人は「都内港区新橋1-9-6 旭通信社」となっていた。500円の切手が貼られ、12月19日付の芝郵便局の消印があることから、12月18日夜から19日の夕方に掛けて芝局区内のポストに投函されたと見られている。
封筒から、はんだ付けの跡がある単3乾電池3本、直径1.7cm×長さ14cmの鉄パイプ、ニクロム線、赤白のリード線、厚さ数mm・一辺1cmの正方形板状の磁石などが発見され、火薬の量は20g前後と見られている。
なお、差出人として記された大手広告代理店の旭通信社は、広告業務において日本テレビとの取引はあるが、本件とは無関係と見られている。

## 同様の事件
- 前年の1993年夏に、ニッポン放送に爆発物が送りつけられる事件が2件発生している。宛名はいずれも深夜番組オールナイトニッポンのパーソナリティで、7月29日には裕木奈江、8月3日には加藤いづみとなっており、封筒の中から単3乾電池や爆竹が発見されている。
- 翌年の1995年5月16日、東京都庁舎で（当時）都知事の青島幸男宛に送られた小包が爆発、開封した男性職員が重傷を負った（東京都庁小包爆弾事件）。本をくりぬいて爆発物が仕込まれてあり、起爆の仕組みは日本テレビのものとほぼ似ていたが、この事件はオウム真理教によるものであった。
- これらの事件を契機に郵政省（当時）は、不審な郵便物にはX線検査を行うようになった。
- 1997年7月16日、同じく千代田区の日本テレビ本社で、同局アナウンサーの井田由美宛に郵便物（差出人は「東京都文京区　東京ドーム」となっていた）が届いた。『ビデオテープのようなものが入っている』と判断され、視聴者サービス部に回されたが、爆発。開封したアナウンス部の部長（当時52歳）が負傷。日本テレビ側は、「1994年の事件以降、金属探知等不審な郵便物に対する調査は十分に行っていたが、社内での連絡ミスで、事件になってしまった」とコメントしている。なお井田は事件当日、自身がキャスターを務めるニュース番組「NNNきょうの出来事」内で、「本日、日本テレビ局内で、私、井田由美宛に送られてきた郵便物が爆発し、負傷者が出ました。」と、自ら事件を伝えた。